# Stefan Portmann
Stefan Portmann (* 29. April 1984) ist ein Schweizer Grasskiläufer. Er gehört der Nationalmannschaft von Swiss Grasski an, wurde 2003 zweifacher Juniorenweltmeister und erreichte 2009 den zweiten Platz im Gesamtweltcup. Er ist seit 2011 mit der aus Deutschland stammenden Grasskiläuferin Anna-Lena Büdenbender verheiratet.

## Karriere
Als Jugendlicher erzielte Stefan Portmann seine grössten Erfolge bei der Juniorenweltmeisterschaft 2003 in Goldingen. Nachdem er im Vorjahr zweimal nur knapp am Podium vorbeigefahren war, gewann er 2003 zwei Goldmedaillen im Slalom und in der Kombination, eine Silbermedaille im Super-G und die Bronzemedaille im Riesenslalom, womit er der erfolgreichste Teilnehmer dieser Veranstaltung war. Im nächsten Jahr kamen bei der Juniorenweltmeisterschaft 2004 im österreichischen Rettenbach zwei Bronzemedaillen im Slalom und in der Kombination hinzu. Bei den Weltmeisterschaften der Erwachsenen blieb Stefan Portmann bisher ohne Medaille, erreichte aber mehrere Top-10-Ergebnisse. Von 2005 bis 2009 war jeweils ein sechster Platz sein bestes Ergebnis: 2005 in der Kombination, 2007 im Super-G und 2009 im Riesenslalom. 2011 verfehlte er als Vierter der Super-Kombination, Fünfter des Riesenslaloms und Siebter des Super-G erneut nur knapp die Medaillenränge. Auf nationaler Ebene zählt Portmann zu den stärksten Grasskiläufern. Er ist vielfacher Schweizer Meister und gewann beispielsweise im Jahr 2005 alle vier Titel in Slalom, Riesenslalom, Super-G und Kombination. Von 2006 bis 2012 kamen weitere 17 Schweizer Meistertitel hinzu.
Im seit 2000 ausgetragenen Weltcup ist Stefan Portmann der bislang erfolgreichste Schweizer. Seine bisher besten Gesamtergebnisse erreichte er in den Saisons 2008 (3. Gesamtrang) und 2009 (2. Gesamtrang): Am 16. August 2008 feierte er im Slalom auf der Marbachegg seinen ersten Weltcupsieg. Mit einem weiteren Podestplatz (3. Rang im Slalom von Čenkovice), insgesamt acht Top-10-Ergebnissen in zehn Weltcuprennen und zudem einem Sieg sowie drei Podestplätzen in FIS-Rennen erreichte er im Gesamtweltcup 2008 hinter dem Italiener Edoardo Frau und dem Österreicher Michael Stocker den dritten Platz. Sehr beständig zeigte sich Stefan Portmann auch in der Saison 2009. Er fiel nur in einem der elf Weltcuprennen aus und fuhr sonst immer unter die schnellsten sechs. Viermal erreichte er das Podium, wobei er dreimal Dritter wurde und mit Platz zwei im Super-G auf der Marbachegg sein bestes Saisonresultat erzielte. Hinzu kommen zwei Podestplätze in FIS-Rennen, womit er sich im Gesamtweltcup noch um einen Rang verbessern konnte und hinter dem Tschechen Jan Němec den zweiten Platz belegte. In der Saison 2010 erzielte Portmann den fünften Gesamtrang, 2011 war er mit dem achten Endrang erstmals seit 2004 nicht mehr unter den besten fünf im Gesamtweltcup zu finden. In der Saison 2012 konnte sich Portmann wieder steigern: Er feierte am 30. Juni 2012 im Riesenslalom auf der Marbachegg seinen zweiten Weltcupsieg und fuhr als jeweils Zweiter des Riesenslaloms und des zweiten Super-G von Dizin weitere zwei Mal auf das Podest. Mit insgesamt acht Top-5-Platzierungen in zwölf Weltcuprennen belegte er den vierten Rang im Gesamtweltcup.

## Erfolge

### Weltmeisterschaften
(vollständige Ergebnisse erst ab 2003 bekannt, davor gewann er keine Medaillen)
- Castione della Presolana 2003: 14. Riesenslalom, 15. Super-G
- Dizin 2005: 6. Kombination, 8. Slalom, 9. Super-G, 19. Riesenslalom
- Olešnice v Orlických horách 2007: 6. Super-G, 7. Slalom, 13. Super-Kombination, 15. Riesenslalom
- Rettenbach 2009: 6. Riesenslalom, 10. Super-G
- Goldingen 2011: 4. Super-Kombination, 5. Riesenslalom, 7. Super-G

### Juniorenweltmeisterschaften
(vollständige Ergebnisse erst ab 2002 bekannt, davor gewann er keine Medaillen)
- Nové Město na Moravě 2002: 4. Riesenslalom, 4. Super-G
- Goldingen 2003: 1. Slalom, 1. Kombination, 2. Super-G, 3. Riesenslalom
- Rettenbach 2004: 3. Slalom, 3. Kombination, 4. Riesenslalom, 4. Super-G

### Weltcup
- 2. Gesamtrang in der Saison 2013
- 2. Gesamtrang in der Saison 2009
- 3. Gesamtrang in der Saison 2008
- 2 Siege:

| Datum           | Ort        | Land    | Disziplin    |
| --------------- | ---------- | ------- | ------------ |
| 16. August 2008 | Marbachegg | Schweiz | Slalom       |
| 30. Juni 2012   | Marbachegg | Schweiz | Riesenslalom |

### Schweizer Meisterschaften
Titelgewinne seit 2005:
- 2005: Slalom, Riesenslalom, Super-G und Kombination
- 2006: Slalom, Riesenslalom und Super-G
- 2007: Slalom, Riesenslalom und Super-G
- 2008: Slalom, Super-G und Super-Kombination
- 2009: Super-G und Super-Kombination
- 2010: Riesenslalom, Super-G und Super-Kombination
- 2011: Riesenslalom
- 2012: Slalom und Riesenslalom
- 2013: Riesenslalom, Super-G und Super-Kombination